# Laine MacNeil
Laine MacNeil (Surrey, Canadá; 28 de octubre de 1996) es una actriz canadiense conocida por interpretar a Patty Farrell en El diario de Greg de 2010 y sus secuelas El diario de Greg 2: La ley de Rodrick y El diario de Greg 3: Días de perros.

## Filmografía

### Cine
| Año  | Título                                 | Rol                       | Notas              |
| ---- | -------------------------------------- | ------------------------- | ------------------ |
| 2010 | El diario de Greg                      | Patty Farrell             | Antagonista        |
| 2011 | El diario de Greg 2: La ley de Rodrick | Patty Farrell             | Antagonista        |
| 2012 | El diario de Greg 3: Días de perros    | Patty Farrell             | Antagonista        |
| 2013 | Horns                                  | Glenna Shepherd (13 años) |                    |
| 2016 | Unclaimed                              | Girl                      | A.K.A. On The Farm |
| 2016 | The Edge of Seventeen                  | TCBY Girl                 |                    |
| TBA  | Spontaneous                            | Jenna Dalton              | Posproducción      |

### Televisión
| Año     | Título                                      | Rol             | Notas                              |
| ------- | ------------------------------------------- | --------------- | ---------------------------------- |
| 2009    | Mr. Troop Mom                               | Kayla           | Película para Televisión           |
| 2011    | Shattered                                   | Mia Simms       | Episodio: "Key with No Lock"       |
| 2011    | R.L. Stine's The Haunting Hour              | Kayla           | Episodio: "Catching Cold"          |
| 2012    | The Pregnancy Project                       | Payton          | Película para Televisión           |
| 2012    | Falling Skies                               | Teresa          | Episodio: "Worlds Apart"           |
| 2013    | The Killing                                 | Angie Gower     | Rol Recurrente                     |
| 2013    | R. L. Stine's The Haunting Hour             | Tracey          | Episodio: "Séance"                 |
| 2014    | Almost Human                                | Emily Wilson    | Episodio: "Disrupt"                |
| 2014    | Motive                                      | Marlisse Grauer | Episodio: "The Made Me a Criminal" |
| 2014    | The Unauthorized Saved by the Bell Story    | Teenage Girl #1 | Película para Televisión           |
| 2014    | Damaged                                     | Macey           | Película para Televisión           |
| 2014    | Strange Empire                              | Martha          | Episodio: "How Far Is Heaven"      |
| 2015    | R.L. Stine's Monsterville: Cabinet of Souls | Andrea Payton   | Película para Televisión           |
| 2015    | The Hollow                                  | Jill            | Película para Televisión           |
| 2016    | The X-Files                                 | Girl            | Episodio: "Babylon"                |
| 2016–17 | You Me Her                                  | Ava             | Rol Recurrente                     |